# 아레과

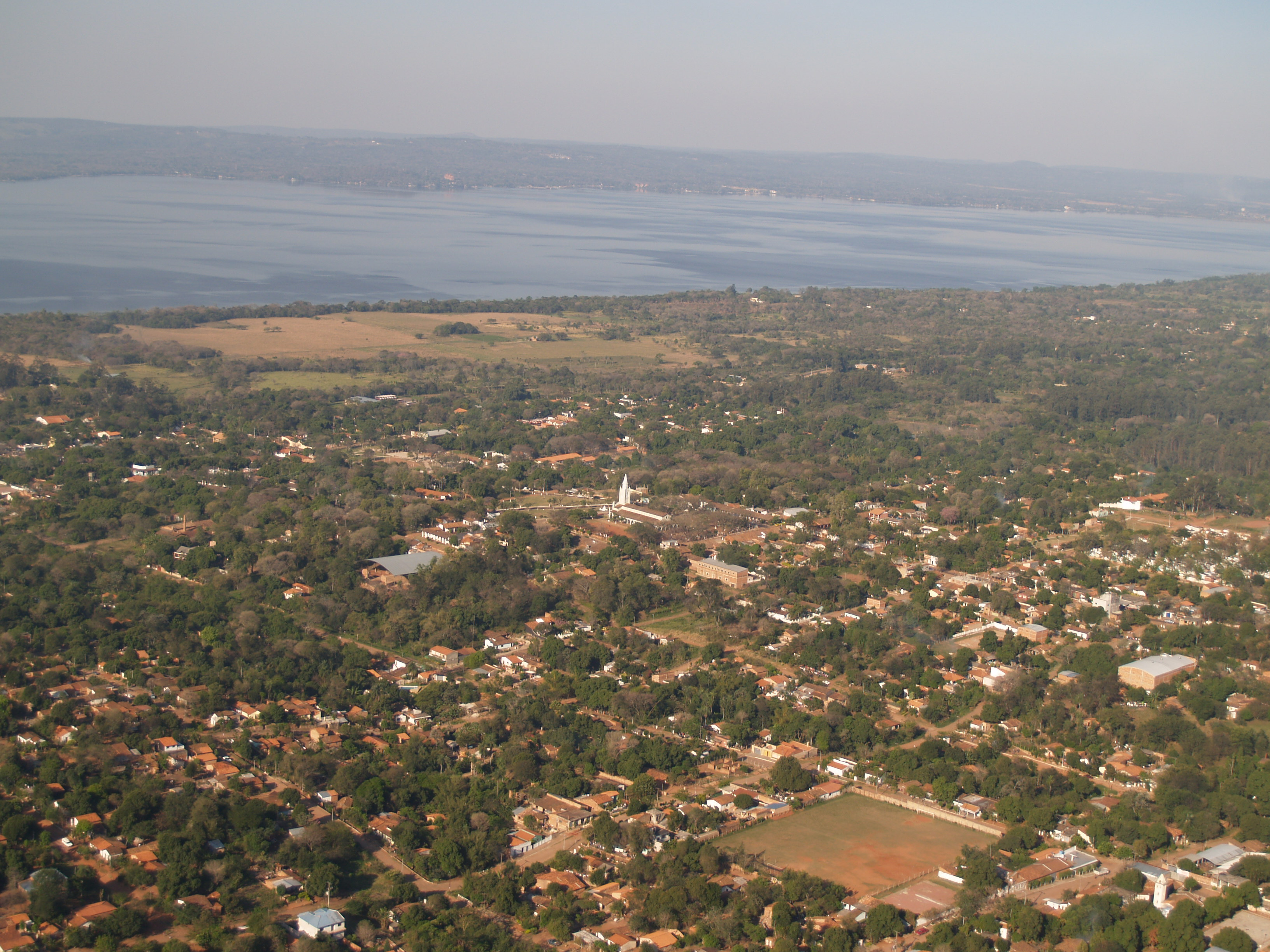
아레과

아레과(스페인어: Areguá)는 파라과이의 도시로 센트랄 주의 주도이며 면적은 122km2, 높이는 70m, 인구는 67,487명(2008년 기준)이다. 수도 아순시온에서 28km 정도 떨어진 곳에 위치한다.